# Walgesang (Kurzgeschichte)
Walgesang (chinesisch 鯨歌 / 鲸歌, Pinyin Jīng gē) ist eine Science-Fiction-Kurzgeschichte des chinesischen Schriftstellers Liu Cixin, zuerst veröffentlicht im Jahr 1999. Am 12. Mai 2025 erschien die Kurzgeschichte in deutscher Übersetzung von Marc Hermann in der Sammlung Der Blick von den Sternen, herausgegeben vom Heyne Verlag. Eine englische Übersetzung von S. Qiouyi Lu erschien bereits in dieser Sammlung im April 2024 herausgegeben von Bloomsbury Publishing und im Mai 2024 herausgegeben von Tor Books.

## Handlung
Warner Sr. hat bereits auf viele verschiedene kreative Möglichkeiten versucht, Heroin in die Vereinigten Staaten zu schmuggeln, doch mit modernen Scannern waren alle erfolglos. Warner Jr. erzählt seinem Vater von Hopkins, einem Genie, den er an der CalTech getroffen hat, sowie der von ihm entwickelten und möglicherweise interessanten Technologie. Bei einem späteren Treffen erzählt Hopkins von der Kontrolle von Walen durch Implantaten in ihren Gehirnen, sodass Heroin in ihren Mündern transportiert werden kann. Warner Sr. lacht nur und mit einer Referenz auf Pinocchio, der von einem Wal verschluckt wurde und dessen Nase beim Lügen wächst, schneidet Hopkins die Spitze seiner Nase ab und wirft ihn ins Meer. Hopkins wird von seinem Wal gerettet, sodass Warner Sr. ihm nun doch glaubt und medizinische Versorgung für seine Nase bereitstellt. Beide betreten später den Mund seines Wals zur Überlieferung der ersten Ladung an Heroin und Hopkins erzählt, zur Verwendung seiner Technologie für die Umwandlung von Haien in Raketen gezwungen worden zu sein und sich daher nicht mehr um illegale Aktivitäten zu scheren. Währenddessen singt der Wal ein Lied. Warner Sr. und Hopkins liefern erfolgreich das Heroin ab und Warner Sr. verspricht Hopkins all das verdiente Geld, sollten sie damit fortfahren. Beide betreten den Wal zur Rückreise und bemerken ein sie verfolgendes Schiff. Es stellt sich heraus, dass dieses nicht von der Polizei, sondern Waljägern ist, obwohl der Walfang schon lange illegal ist. In ihren letzten Momenten auf Erden singt der ins Meer blutende Wal ein letztes Lied.

## Kritik
Paul Di Filippo schreibt im Locus Magazine, dass die Kurzgeschichte über einen Verbrechensboss, einen verrückten Wissenschaftler und einen kybernetischen Wal sehr ruckeresk oder skalzisch sei („a Ruckeresque or Scalzian tale about a crime boss, a mad scientist, and a cybernetic whale“), insbesondere aber auch munter und lustig („sprightly and fun“).
Sam Tyler schreibt auf SF Book Reviews, dass sowohl Walgesang als auch Schicksal beides lustige Alternativgeschichten („fun what-if tales“) mit dem Gefühl von Pulp sind („a more pulp feel“), welche beide spaßig und schnell sind, jedoch trotzdem gute Wissenschaft enthalten („fun, quick, but have some good science“).
Eamonn Murphy schreibt auf SF Crowsnest, dass der allwissende Blick des Autors wissenschaftliche Poesie, doch insgesamt die Kurzgeschichte eher schwarzer Humor sei („I like the omniscient author point of view about Whale Song on page 17, which was science poetry, but, overall, this story struck me as black humour.“).